# Nộn Giang (tỉnh)
Nộn Giang, (tiếng Trung: 嫩江; bính âm: Nènjiāng) là một tỉnh cũ tại Đông Bắc Trung Quốc. Tỉnh được thành lập vào năm 1945 và tên giản xưng là "Nộn". Tên của tỉnh được đặt theo tên của dòng Nộn Giang chảy dọc theo địa bàn tỉnh. Tỉnh lị là Tề Tề Cáp Nhĩ.

## Địa lý
Nộn Giang có diện tích 67.034 km². Tỉnh giáp với Hiệp Giang ở phía đông, phía nam giáp với Tùng Giang, Cát Lâm và Liêu Bắc, phía tây bắc giáp với tỉnh Hưng An và phía bắc giáp với tỉnh Hắc Long Giang.
Địa hình Nộn Giang chủ yếu thuộc đồng bằng Đông Bắc. Phía tây của tỉnh gần với dãy Đại Hưng An Lĩnh và có địa hình đồi núi. Hai dòng sông chính trong tỉnh là Nộn Giang và Hô Lan. Toàn bộ địa bàn tỉnh thuộc về lưu vực sông Tùng Hoa. Nộn Giang có khí hậu lục địa, lượng mưa trung bình năm là 400 mm hoặc hơn. Thổ nhưỡng của Nội Giang chủ yếu là đất đen, màu mỡ và thích hợp cho trồng trọt cũng như chăn nuôi đại gia súc.

## Lịch sử
Ngày 4 tháng 9 năm 1945, chính phủ Trung Hoa Dân Quốc tại Trùng Khánh tuyên bố hình thành tỉnh Nộn Giang, bổ nhiệm tỉnh trưởng và bộ máy hành chính với thủ phủ là Tề Tề Cáp Nhĩ. Chính quyền trù bị của Nộn Giang cũng đã được chuẩn bị tại Trùng Khánh. Tuy nhiên, dưới sự giúp đỡ của Liên Xô, Đảng Cộng sản Trung Quốc cũng thành lập chính quyền dân chủ tỉnh Nộn Giang tại Tề Tề Cáp Nhĩ. Năm 1946, chính quyền trù bị tỉnh Nộn Giang của Quốc Dân đảng đã di chuyển từ Trùng Khánh tới Cáp Nhĩ Tân rồi đến tỉnh lị. Sau khi quân đội Liên Xô rút khỏi vùng Đông Bắc, trên địa bàn Nộn Giang đã diễn ra trận chiến quyết liệt giữa hai phe Quốc-Cộng. Sau khi tỉnh lị Tề Tề Cáp Nhĩ bị quân Giải phóng Nhân dân chiếm giữ, một bộ phận chính quyền tỉnh Nộn Giang của Quốc Dân đảng di chuyển đến Thẩm Dương. Cuối cùng, sau chiến dịch Liêu Thẩm, Thẩm Dương thất thủ và tỉnh Nộn Giang của Trung Hoa Dân Quốc chấm dứt sự tồn tại vào ngày 2 tháng 11 năm 1948. Ngày 21 tháng 4 năm 1949, chính quyền của Đảng Cộng sản quyết định sáp nhập tỉnh Nộn Giang vào Hắc Long Giang.